# مایکل کمپیون (بازیکن فوتبال)
مایکل کمپیون (انگلیسی: Michael Campion؛ زادهٔ ۲۰ مهٔ ۱۹۸۴) بازیکن فوتبال اهل چین است.
از باشگاه‌هایی که در آن بازی کرده‌است می‌توان به باشگاه چین جنوبی اشاره کرد.